# Rubus lanuginosus
Rubus lanuginosus är en rosväxtart som beskrevs av John Stevenson och Nicolas Charles Seringe. Rubus lanuginosus ingår i släktet rubusar, och familjen rosväxter. Inga underarter finns listade i Catalogue of Life.